# Die im Dreck krepieren
Die im Dreck krepieren, (Originaltitel: Gott mit uns (Dio è con noi)) ist ein italienisch-jugoslawischer Spielfilm aus dem Jahre 1969 über die Exekution zweier deutscher Wehrmachtssoldaten am 13. Mai 1945 durch deutsche Kriegsgefangene in einem kanadischen Kriegsgefangenenlager in Amsterdam. Der Film beruht auf einer wahren Begebenheit.
Der Film ist auch unter den Alternativtiteln Blutiger Staub und Gott mit uns bekannt.

## Handlung
Der Film spielt 1945 in der Endphase des Zweiten Weltkrieges in Europa. Die Westalliierten sind bereits in Europa gelandet und kanadische Truppen sind in Norwegen und den Niederlanden stationiert. Zwei deutsche Deserteure, Fähnrich Bruno Grauber und Hauptmann Reiner Schultz, werden kurz vor Ende des Krieges von kanadischen Soldaten gefangen genommen. Sie werden in ein kanadisches Kriegsgefangenenlager gebracht. Der ranghöchste deutsche Offizier im Lager, Oberst von Bleicher, ist ein Karriereoffizier.
Die mitgefangenen deutschen Soldaten finden heraus, dass Grauber und Schultz Deserteure sind. In der Weltsicht der Wehrmachtssoldaten ist ein solches Vergehen unverzeihlich. Von Bleicher organisiert ein Militärgericht im Lager und klagt beide wegen Feigheit an. Sie werden zum Tode verurteilt und sollen am fünften Tag des Friedens hingerichtet werden. Von Bleicher kann den kanadischen Lagerkommandanten dazu bewegen, der Hinrichtung zuzustimmen und ihm dafür Waffen und Munition zur Verfügung zu stellen.
Der kanadische General Snow versucht den kanadischen Lagerkommandanten Captain Miller – zunächst erfolglos – dazu zu bewegen, dem Anliegen von Bleichers zuzustimmen. Die Exekution solle die Disziplin aufrechterhalten. Er stellt Miller die Beförderung zum Major in Aussicht. Miller stimmt schließlich doch zu und die Deserteure werden fünf Tage nach der Kapitulation am 8. Mai 1945 hingerichtet.

## Synchronisation
Die deutsche Synchronfassung entstand im Jahr 1971 in Berlin.
| Darsteller                               | Rolle                    | Sprecher                |
| ---------------------------------------- | ------------------------ | ----------------------- |
| Richard Johnson                          | Captain John Miller      | Helmo Kindermann        |
| Franco Nero                              | Fähnrich Bruno Grauber   | Klaus Kindler           |
| Larry Aubrey                             | Hauptmann Reiner Schultz | Arne Elsholtz           |
| Helmuth Schneider (als Helmut Schneider) | Oberst von Bleicher      | Martin Hirthe           |
| Michael Goodliffe                        | General Snow             | Konrad Wagner           |
| Relja Basic                              | Lt. George Romney        | Lothar Blumhagen        |
| Emilio Delle Piane                       | Gleason                  | Manfred Grothe          |
| Enrico Osterman                          | Trevor                   | Jochen Schröder         |
| Bud Spencer                              | Cpl. Jelinek             | Hans-Dieter Zeidler     |
| Renato Romano                            | Kanadischer Arzt         | Friedrich W. Bauschulte |
| Sven Lasta                               | Deutscher Offizier       | Rolf Schult             |
| Demeter Bitenc                           | Deutscher Major          | Edgar Ott               |
| Graham Armitage                          | Mick                     | Wolfgang Draeger        |
| T.P. McKenna                             | Dick                     | Klaus Miedel            |
| Osvaldo Ruggieri                         | Hauptmann Werner         | Norbert Langer          |

## Hintergrund
Der Film basiert auf der wahren Geschichte zweier deutscher Matrosen, Bruno Dorfer und Rainer Beck, die am 13. Mai 1945 als Deserteure von der in kanadischer Gefangenschaft unbehelligt weiter arbeitenden deutschen Militärjustiz hingerichtet wurden. Beck war aus Angst vor Verfolgung aufgrund jüdischer Herkunft aus der Kriegsmarine desertiert. Im Spielfilm Black Book ist der Vorfall am Rande Teil der Handlung.
Die Worte Gott mit uns sind ursprünglich der Wahlspruch der deutschen Kaiser und später auch der deutschen Wehrmacht gewesen. Im italienischen Originaltitel ist der Spruch – auf Deutsch – Teil des Titels.

## Auszeichnungen
- Nastro d’Argento für Silvio Clementelli als Bester Produzent (Migliore Produttore)
- Nastro-d'Argento-Nominierung für Giuliano Montaldo als bester Regisseur (Regista del Miglior Film)